# Deopalpus picturatus
Deopalpus picturatus är en tvåvingeart som beskrevs av Gonzalez 1992. Deopalpus picturatus ingår i släktet Deopalpus och familjen parasitflugor. Inga underarter finns listade i Catalogue of Life.